# Kari Lehtonen
Kari Lehtonen, född 16 november 1983 i Helsingfors, Finland, är en finländsk professionell ishockeymålvakt som spelar för Dallas Stars i NHL.
Lehtonen draftades av Atlanta Thrashers 2002 som 2:e spelare totalt. Totalt spelade han 216 grundseriematcher och två slutspelsmatcher för Atlanta.
Atlanta bytte bort Lehtonen till Dallas Stars 9 februari 2010.
I VM i Moskva 2007 vann Lehtonen pris som VM:s bästa målvakt.